# Vanilla odorata
Vanilla odorata là một loài thực vật có hoa trong họ Lan. Loài này được C.Presl miêu tả khoa học đầu tiên năm 1826.